# Великі Вльошковичі
Великі Вльошковичі (рос. Большие Влёшковичи) — присілок у Лузькому районі Ленінградської області Російської Федерації.
Населення становить 14 осіб. Належить до муніципального утворення Оредежське сільське поселення.

## Історія
Згідно із законом від 28 вересня 2004 року № 65-оз належить до муніципального утворення Оредежське сільське поселення.

## Населення
| 1838 | 1862 | 1965 | 1997 | 2007 | 2010 |
| ---- | ---- | ---- | ---- | ---- | ---- |
| 127  | ↘113 | ↗123 | ↘19  | →19  | ↘14  |